# 11846 Verminnen
A 11846 Verminnen (ideiglenes jelöléssel 1987 SE3) a Naprendszer kisbolygóövében található aszteroida. Eric Walter Elst fedezte fel 1987. szeptember 21-én.